# 头条新闻 (电视网)
头条新闻（英語：HeadLine News）是美国一家有线电视与卫星电视新闻频道，由华纳媒体旗下的特纳广播公司负责运营。该频道是美国有线电视新闻网的衍生频道。
头条新闻最早的台名为“CNN2”和“CNN头条新闻”，当时播出的节目为24小时不间断播出时长半小时的新闻节目，而新闻的涵盖领域包括各种方面，例如：国际新闻、体育新闻、娱乐新闻、天气预报及商业资讯。然而自2005年以来，头条新闻播出的新闻内容越来越以长篇报道为主，而内容也越来越关注小报内容、犯罪内容、意见内容及娱乐内容相关的泛新闻内容。而从2014年开始，头条新闻进一步重视社交媒体的新闻内容。但从2016年开始，该频道播出的新闻重新以传统新闻为主，其余内容则是播出真正的犯罪节目。
截止2015年7月，共计有9,700万美国家庭（其中83.4%的家庭至少拥有一台电视机）可以收看头条新闻，因此该频道成为全美收看用户最多的有线电视台之一。 而进入到2000年代中期，通过卫星电视和有线电视，头条新闻开始覆盖亚洲部分地区、加勒比地区、南美洲、中东地区、北非地区和加拿大。

## 频道覆盖
由于头条新闻电视网习惯滚动播出新闻，因此对于那些可能没有时间收看长篇新闻报道的人群来说，头条新闻电视网更适合他们的收看并在他们当中成为流行。特别是在那些希望新闻能“直奔主题”的地方，例如：机场、酒吧等地方，头条电视新闻网得到了更多的喜爱。而在超市等地方，头条新闻电视网透过CNN收款台频道服务在他们的电视上播出新闻。
自头条电视新闻网成立以来，该台的节目就被整合到美国各地的电视台节目中（特别是各大主要电视网在地方的加盟台）。最初，该台的节目主要在晚间播出，因为电视网和地方台的合约是从晚间节目合作到覆盖整天的节目。直到1995年，头条新闻电视网的节目也会同步在姊妹频道CNN国际频道上播出；但是如果CNN国际频道在播报新闻的时候，头条新闻电视网的新闻播报节目就不会在CNN国际频道上播出。
头条新闻电视网的节目音频也通过西木一台覆盖到全美的调幅广播上；但是随着西木一台的解散，头条新闻电视网及其姊妹台与它的合作也宣布终止。目前头条新闻电视网的同步音频广播在XM卫星广播的123频道和天狼星卫星广播的116频道上播出。

### 国际播送
从2000年代中期开始，头条新闻电视网开始在亚洲、拉丁美洲、中东地区和北部非洲播出。虽然头条新闻电视网的国际版节目与美国版节目是一致的，但是其在上述地区的城市天气预报节目往往会被商业广告所替代。

## 高清版本
头条新闻以1080i格式提供高清电视信号进行播出。在美国大部分的有线电视或卫星电视服务商那里，观众都可以订购到高清版的头条新闻频道；但是在加拿大的贝尔电视，头条新闻频道的高清电视信号被降格至720p格式。

## 知名团队

### 现任新闻主播及记者
| - 艾什蕾·班菲尔德 - 让·卡萨雷兹（同时兼职CNN） - 卡罗尔·科斯特洛 - 莎拉·伊丽莎白·库普（同时兼职CNN） - 迈克·加拉诺斯 - 苏珊·亨德里克斯 - 埃丽卡·希尔 | - 罗宾·米德 - 克里斯蒂·保罗（同时兼职CNN） - 米凯拉·佩雷拉 - 林恩·史密斯 - 鲍勃·凡·迪伦 - 珍妮弗·韦斯特霍文（同时兼职CNN） - 科伊·怀尔 |

### 脚注
1. ↑  中文译名参考自法国国际广播电台的报道《抗議追夢人計畫取消 西裔企業領袖辭去白宮顧問》

### 出典
1. ↑  Seidman, Robert. . TV by the Numbers. Zap2it. 2015-07-21  [2015-09-06]. （原始内容存档于2015-09-15）.
2. ↑  Sloane, Martin. . The Daily Gazette. 1993-03-31  [2015-07-21]. （原始内容存档于2015-09-06）.